# Iyad Nassar
Pour les articles homonymes, voir Nassar.
 (octobre 2015).
Si vous disposez d'ouvrages ou d'articles de référence ou si vous connaissez des sites web de qualité traitant du thème abordé ici, merci de compléter l'article en donnant les références utiles à sa vérifiabilité et en les liant à la section « Notes et références ».
Eyad Nassar (arabe : إياد نصار, né le 9 novembre 1971 à Amman, est un acteur jordanien.

## Filmographie
Télévision
- 2015 : Quartier juif de Medhat al-Adl